# Andreas Dirks

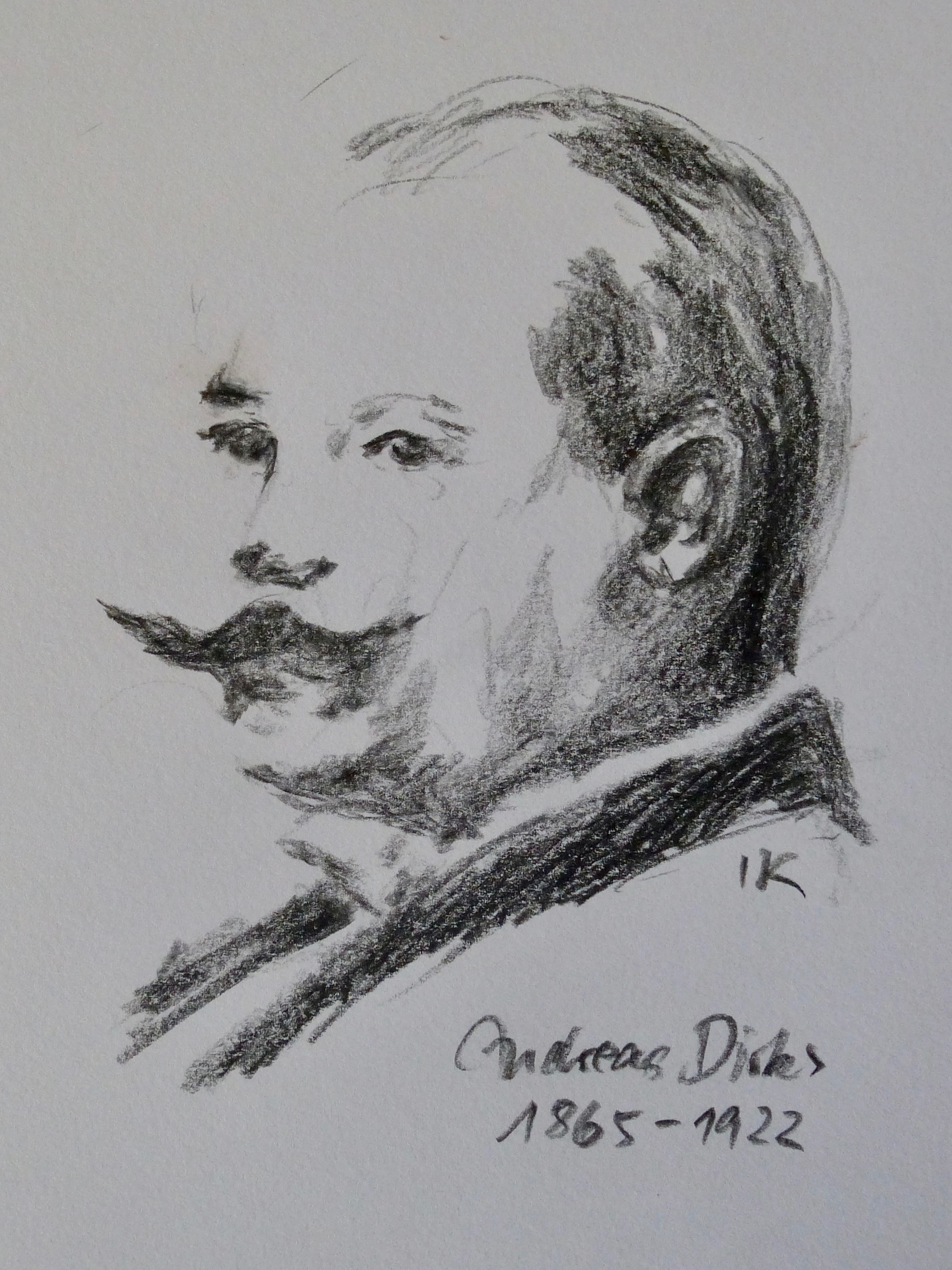
Andreas Dirks, Zeichnung von Ingo Kühl, 2021

Andreas Dirks (* 16. Juni 1865 in Tinnum auf Sylt; † 24. Juni 1922 in Düsseldorf) war ein deutscher Landschafts- und Marinemaler der Düsseldorfer Schule.

## Leben

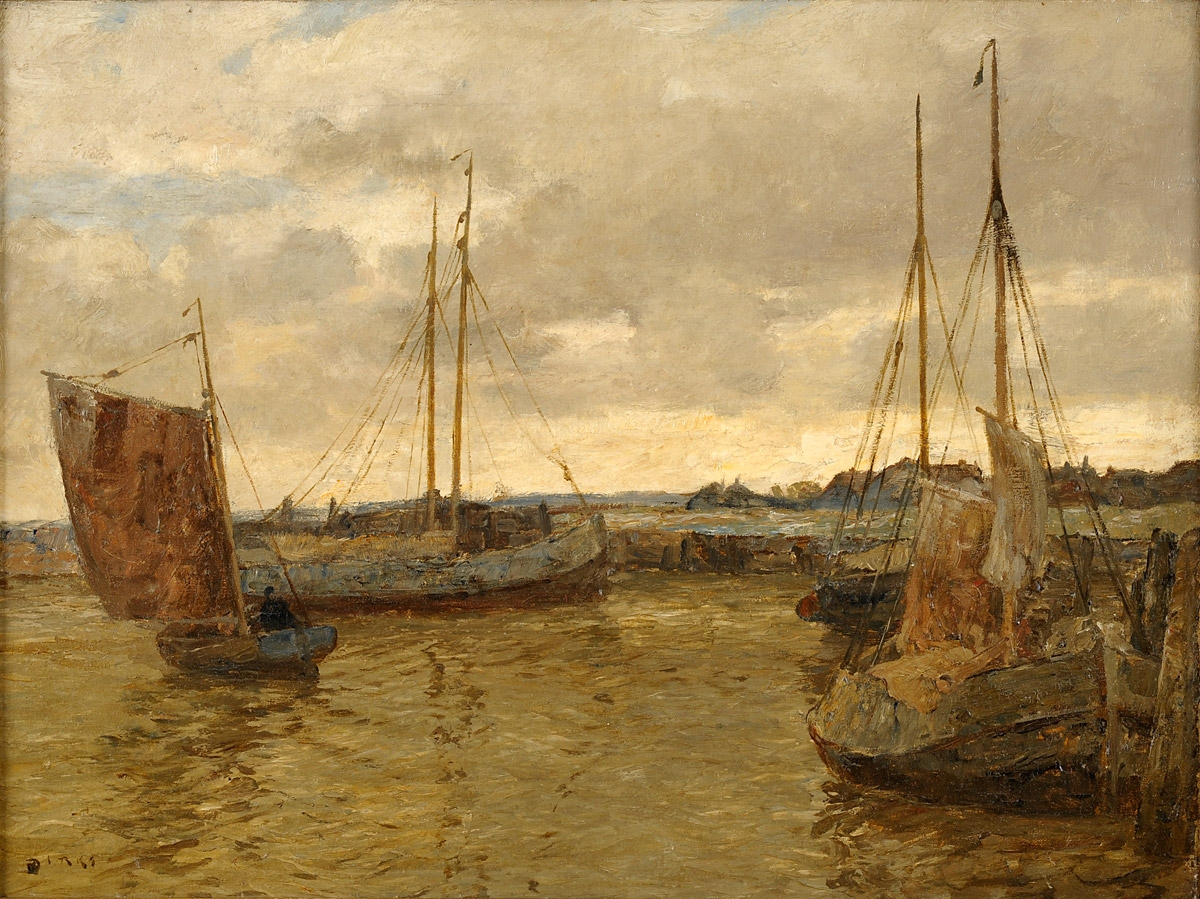
Fischereihafen

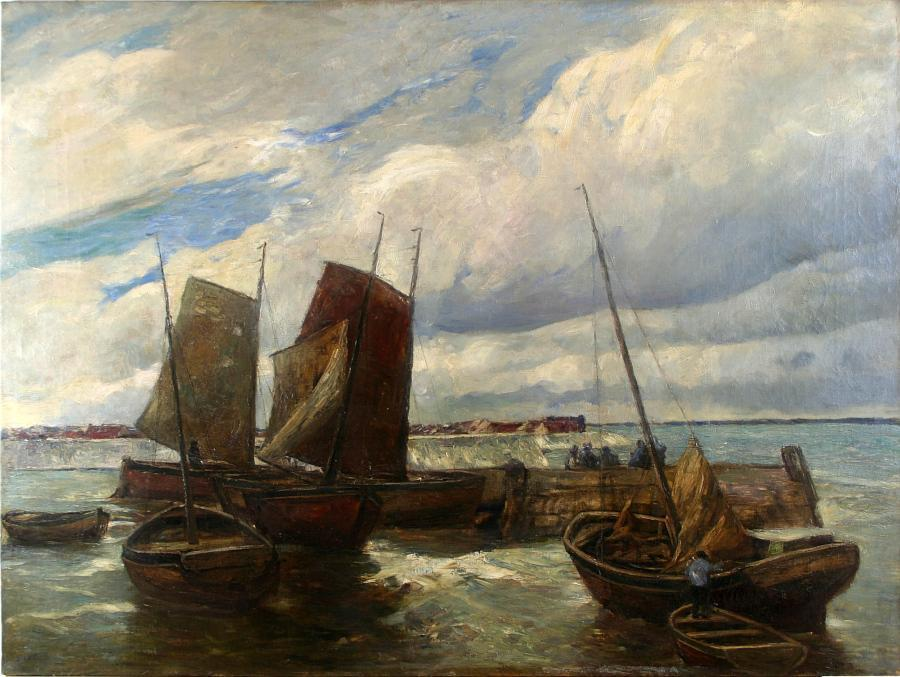
Fischerkähne vor Sylt

Dirks wurde als ältester Sohn von Paul Andreas Dirks (1835–1914) und Anna Louise Auguste Schaper (1840–1911) geboren. Er hatte fünf jüngere Geschwister, zwei Brüder und drei Schwestern. Seine künstlerische Ausbildung begann mit einem Besuch der Hamburger Gewerbeschule. 1885/1886 studierte er bei Eugen Dücker an der Kunstakademie Düsseldorf. Von 1887 bis 1893 besuchte er die Großherzoglich-Sächsische Kunstschule Weimar, wo er bei Leopold von Kalckreuth und Theodor Hagen studierte. 1889 arbeitete er mit Studienfreunden in Gothmund. 1895 ließ er sich in Düsseldorf nieder. Dort gehörte er dem Künstlerverein Malkasten an. Privatschüler von Dirks war Alexander Essfeld. 1916 wurde Dirks Professor. Jährlich pflegte er seine Sylter Heimat zu besuchen, wo er ein Atelier hatte. Außerdem unternahm er ausgedehnte Reisen in die Vereinigten Staaten. Dirks erhielt mehrere Auszeichnungen, 1900 eine Kleine Goldmedaille auf der Großen Berliner Kunstausstellung, 1907 eine Große Goldmedaille in Wien.

## Werk (Auswahl)
Anfangs erdige Farbtöne für seine Bilder bevorzugend, war er bis 1900 zu einer farbigeren Darstellung übergegangen.
- Fischereihafen
- Boote am Kai
- Westküstenlandschaft
- Fischerkähne vor Sylt
- Munkmarschener Hafenansicht auf Sylt, 1922

## Ausstellungen (Auswahl)
- Andreas Dirks, Einzelausstellung im Kunstverein Düsseldorf, Düsseldorf 1918.
- Neuerwerbungen und Bilder aus dem Bestand des Sölring Foriining, mit Albert Aereboe, Otto Eglau, Carl Christian Feddersen, C. P. Hansen, Richard Kaiser, Hugo Köcke, Franz Korwan, Ingo Kühl, Walther Kunau, Dieter Röttger, Siegward Sprotte, Helene Varges, Magnus Weidemann u. a., Sylter Heimatmuseum, Keitum/Sylt 2003.
- „Mal doch!“ Andreas Dirks (1866–1922), mit Eugen Dücker, Theodor Hagen, Leopold von Kalckreuth, Alexander Essfeld und Ingo Kühl, Sylt Museum, Keitum/Sylt 2022.